# 2011 في النرويج
فيما يلي قوائم الأحداث التي وقعت خلال عام 2011 في النرويج.

## أحداث
- 22 يوليو – هجوما النرويج 2011

## رياضة
- 5 يونيو – طواف النرويج 2011 الفائزون Daniel Foder [الإنجليزية]‏، ويلكو كيليرمان، Vegard Robinson Bugge [الإنجليزية]‏، Stian Remme [الإنجليزية]‏، لارس أندرسون (دراج).

## وفيات

### فبراير
- 13 فبراير – أرنفين بيرغمان (مواليد 1928) لاعب كرة قدم نرويجي.